# Senat der Republik (Türkei)
Der Senat der Republik (türk. Cumhuriyet Senatosu) war die kleinere Kammer der Großen Nationalversammlung der Türkei mit Sitz in Ankara. Sie wurde 1961 geschaffen und 1981 mit dem Übergang ins Einkammersystem aufgelöst. Um Senator werden zu dürfen, musste man über 40 Jahre alt sein und mindestens die Universität abgeschlossen haben.

## Struktur der Senatoren
Laut der türkischen Verfassung von 1961 gab es drei Arten von Senatoren:
1. 150 Senatoren, die vom Volk gewählt werden.
2. 15 Senatoren, welche vom Präsidenten ernannt werden (türk.: kontenjan senatörleri).
3. Senatoren auf Lebenszeit (der Vorsitzende und 22 Mitglieder des Komitees der Nationalen Einheit und ehemalige Staatspräsidenten)

Die Amtsdauer der Senatoren der ersten und zweiten Kategorie betrug laut Verfassung sechs Jahre.  In der ersten Kategorie wurden hierbei alle zwei Jahre jeweils 50 Senatoren neu gewählt. Die dritte Kategorie umfasste Senatoren mit einer lebenslangen Amtsdauer.

## Senatoren auf Lebenszeit (Auswahl)
- Cemal Gürsel (28. März – 14. September 1966)
- İsmet İnönü (16. November 1972 – 25. Dezember 1973)
- Cevdet Sunay (29. März 1973 – 12. September 1980)
- Fahri Korutürk (7. April 1980 – 12. September 1980)

## Senatoren als Mitglieder des Rates der Nationalen Sicherheit
- General Fahri Özdilek (1961–1980)
- Generalmajor Sıtkı Ulay (1961–1966)
- Brigadegeneral Mucip Ataklı (1961–1980)
- Major Suphi Gürsoytrak (1961–1980)
- Oberst Ekrem Acuner (1961–1980)
- Oberstleutnant Suphi Karaman (1961–1980)
- Oberst Osman Köksal (1961–1964)